# Inglês inglês
Inglês inglês é um dos termos usados para se referir à variante da língua inglesa falada na Inglaterra. Em outros países anglófonos fora do Reino Unido, o termo "inglês britânico" é muito mais usado para se referir a essa variação do inglês; no entanto, Peter Trudgill em Language in the British Isles (O idioma das ilhas britânicas) introduziu o termo inglês inglês (EngEng), e esse termo é agora geralmente reconhecido na escrita acadêmica em competição com Anglo-inglês and Inglês na Inglaterra.